# Monte Teroken
Monte Teroken' es el punto más alto de la isla de Moen en los Estados Federados de Micronesia, en Oceanía. Administrativamente se encuentra en el estado de Chuuk en las coordenadas geográficas 07°26′N 151°51′E / 7.433, 151.850. Se eleva a una altura de 1.214 pies (364 metros).